# Sherlock Holmes: Das Geheimnis des silbernen Ohrrings

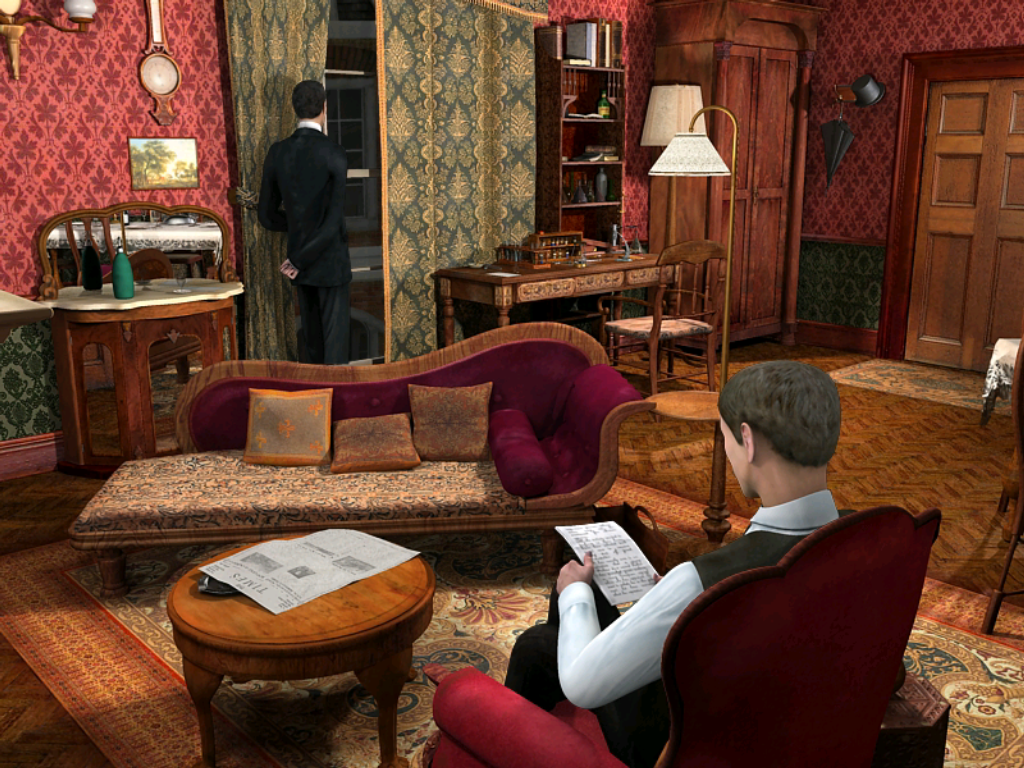
Screenshot von Sherlock Holmes – Das Geheimnis des silbernen Ohrrings

Sherlock Holmes: Das Geheimnis des silbernen Ohrrings (im englischen Original Sherlock Holmes: Secret of the Silver Earring) ist ein 2004 erschienenes Point-and-Click-Adventure. Das Spiel wurde von Frogwares für Computer mit dem Betriebssystem Microsoft Windows entwickelt und in Deutschland vom Publisher dtp entertainment veröffentlicht. Es ist das zweite Spiel der von Frogwares entwickelten Sherlock-Holmes-Spielereihe, um Arthur Conan Doyles Romanhelden Sherlock Holmes und Dr. Watson.
Das Geheimnis des silbernen Ohrrings ist der zweite Teil der Sherlock-Holmes-Reihe und der Nachfolger von Das Geheimnis der Mumie. Im Jahr 2006 erschien mit Die Spur der Erwachten ein Nachfolger.

## Handlung
Das viktorianische London im Jahr 1897. Der Brief eines befreundeten einheimischen Aristokraten verschafft Holmes und Watson die Einladung zu einer Festivität von Sir Melvyn Bromsby, einem exzentrischen Industriellen, der eines der größten Bau- und Architekturunternehmen im ganzen Empire betreibt. Bromsby gibt den Empfang zu Ehren seiner Tochter Lavinia, die gerade nach vielen Jahren aus einem Internat in der Schweiz zurückgekehrt ist und zudem ihren 18. Geburtstag feiert. Außerdem will Bromsby eine wichtige Erklärung verlesen. Doch kurz nachdem der Mäzen seine Festrede begonnen hat, wird er durch einen Schuss getroffen und stirbt. Als Täterin steht zunächst ausgerechnet Lavinia Bromsby im Fokus, da sie erstens nicht anwesend war und der Schuss zweitens aus der Richtung kam, wo sie stand.
Der Verdacht bestätigt sich schließlich nicht und als die Leichen weiterer Geschäftspartner von Bromsby auftauchen, wird ein anderer verdächtigt: Hermann Grimble, Bromsbys rechte Hand, der sich offensichtlich das Unternehmen unter den Nagel reißen will. Während die Polizei in Form des pedantischen Inspector Lestrade Grimble nachjagen, bleiben Holmes und Watson Zweifel. Sie forschen weiter nach und kommen an Informationen über verschwundene Gelder und ein Brückenbauprojekt in Indien mit vielen Geheimnissen.
Schließlich entlarven beide den Mord als Spitze des Eisberges in einem raffinierten Komplott, das u. a. den Tod eines Kellners sowie das mysteriöse Verschwinden einer englischen Schauspielerin tangiert – und deren wertvollen silbernen Ohrring …

## Spielprinzip und Technik
Das Spiel ist ein reines Grafik-Adventure im Point-&-Click-Stil. Man agiert aus der Third-Person-Perspektive, das heißt man steuert die Hauptfiguren aus der Sicht eines Dritten heraus. Ein Novum ist das Notizbuch, das sich im Inventar befindet. Hier werden alle im Spielverlauf geführten Gespräche, Informationen zu Objekten, Personen und Gegenständen sowie bestimmte wichtige Dokumente, Fotos und Unterlagen aufgeführt. Darüber hinaus befindet sich hier eine Karte, über die man bestimmte Orte von London und der näheren Umgebung erreichen kann. Das Spiel ist in mehrere Kapitel eingeteilt. Ein Kapitel wird stets mit dem Zusammenfassen aller Erkenntnisse beendet. Dabei wird ein spezieller Teil des Notizbuches aktiviert, bei dem Fragen zu den vergangenen Ereignissen und Begebenheiten des jeweiligen Spielabschnittes gestellt werden. Beantwortet werden die Fragen mit den gesammelten Dokumenten, Gesprächen und Informationen aus dem Notizbuch. Erst wenn alles korrekt beantwortet wurde, kann das Spiel fortgesetzt werden. Bei diesen Fragen werden zwar wichtige Indizien herausgestellt, auf die Interpretation wird aber verzichtet, so dass sich der Spieler bis zuletzt Gedanken machen muss. Erst am Ende des Spiels wird er dazu aufgefordert, jedem Todesfall den passenden Mörder zuzuordnen. Dabei ist es nicht mehr möglich, das Notizbuch zu Hilfe zu nehmen. Es ist aber nicht unbedingt nötig, dieses letzte Rätsel zu lösen. Auch ohne die richtige Antwort kann man zum Schlussvideo übergehen, in dem Holmes über alles aufklärt. Im Gegensatz zum Vorgängerspiel Das Geheimnis der Mumie handelt Das Geheimnis des silbernen Ohrrings überwiegend von kriminalistischer Arbeit in klassischer Sherlock-Holmes-Manier. Die sehr komplizierte Auswertung der Indizien wurde in den nachfolgenden Spielen hingegen wieder vereinfacht. Im Spiel selbst kann man zwar nicht sterben, es gibt allerdings mehrere Situationen, in denen der Spieler Geschicklichkeit und Schnelligkeit zeigen muss. Scheitert man in diesen Situationen, ist das Spiel zu Ende und man kann am Anfang oder dem letzten Speicherstand weitermachen.

## Entwicklungs- und Veröffentlichungsgeschichte
Neben etlichen bekannten Synchronsprechern wie Sascha Draeger und Marion von Stengel ist auch Henning Venske im Spiel zu hören. Der bekannte Kabarettist leiht Dr. John Watson seine Stimme. Der Score wurde vom Ukrainischen Symphonieorchester eingespielt.
Sherlock Holmes: Das Geheimnis des silbernen Ohrrings wurde von der USK erstmals am 2. November 2004 geprüft und für Kinder ab 6 Jahren freigegeben. Mit einer Neuauflage des Games als "Special Edition" wurde eine neue Prüfung durchgeführt, bei der das Spiel ohne Altersbeschränkung freigegeben wurde.
Eine Portierung des Spiels erschien 2011 für die Spielkonsole Wii.

## Rezeption
Sherlock Holmes: Das Geheimnis des silbernen Ohrrings erhielt durchwachsene Bewertungen. Die Rezensionsdatenbank Metacritic aggregiert 29 Rezensionen zu einem Mittelwert von 68.
4Players, es handle sich um ein "Liebevoll gemachtes Krimi-Adventure für gewiefte Hobbydetektive". Es besitze zwar auch "seine Längen, [...] Aber die Motivation weiter zu machen, ist eigentlich immer gegeben." Vor allem aber die Umsetzung der "viktorianische[n] Umgebung", verbunden mit der "schöne[n] Musik" und der "professionell aufgenommenen Sprachausgabe" fallen positiv aus.
Das deutschsprachige Fachmagazin Adventure-Treff lobte insbesondere die Hintergrundgeschichte des Spiels: Das Geheimnis des silbernen Ohrrings sei das „verschachteltste und vielschichtigste Komplott“ der Computerspielgeschichte. Positiv hervorgehoben wurde auch das authentische Ambiente: Die „nett anzusehenden“ Grafiken, die bis hinein in die Spielmenüs konsistent seien, der klassische Soundtrack und das „etwas antiquitiert (sic) anmutende Gehabe der Menschen“ versetzten den Spieler in das London des ausgehenden 19. Jahrhunderts. Das Magazin kritisierte den Quizteil am Ende jedes Spieltags sowie das Interaktionslevel bei den Laboranalysen als wenig anspruchsvoll und notierte kleinere technische Unzulänglichkeiten wie eine umständliche Handhabung des Inventars oder fehlende Animationszyklen. Auch der Gameswelt fielen "[d]ie spannende Story sowie die gemütliche Atmosphäre" auf, die zum Weiterspielen motivierten.